# 할리 크로스

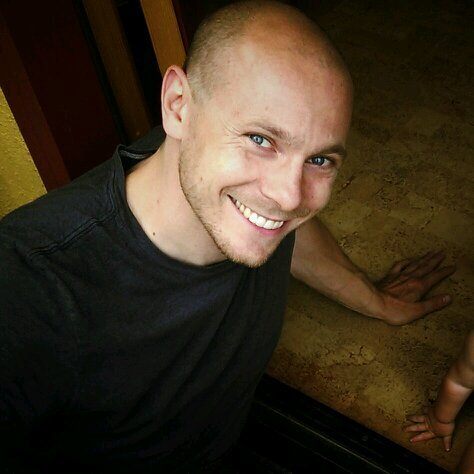

할리 크로스(Harley Cross, 1978년 3월 31일 ~ )는 미국의 배우, 텔레비전 배우, 영화 프로듀서이다.
뉴욕에서 태어났다.

## 영화
- 킨제이 보고서 (2004년)
- 인터스테이트 84 (2000년)
- 나는 네가 지난 13일 금요일 밤에 한 일을 알고 있다 (2000년) - 도슨 역
- 군인의 딸은 울지 않는다 (1998년)
- 프레디타 (1997년)
- 하얀 개와 춤을 (1993년)
- 스탠리와 아이리스 (1990년)
- 코헨과 데이트 (1989년)
- 플라이 2 (1989년) - 마틴 - 10살 역
- 빌리버스 (1987년)
- 호보의 크리스마스 (1987년)
- 위험한 연인 (1987년) - 토미 키건 역
- 소펠 부인 (1984년) - 클라렌스 소펠 역